# M*A*S*H (Fernsehserie)
M*A*S*H ist eine US-amerikanische Fernsehserie, die in einem mobilen Feldlazarett der US Army (Mobile Army Surgical Hospital) während des Koreakriegs spielt. Die tragikomische Serie basiert auf dem Film MASH von Robert Altman aus dem Jahr 1970. Der Haupthandlungsort befindet sich in der Nähe von Uijeongbu in Südkorea.

## Hintergrund
Die Serie wurde von der CBS vom 17. September 1972 bis zum 28. Februar 1983 erstmals gesendet. Mit ihren 256 Folgen dauerte sie länger als der Krieg selbst, in dem sie spielt. Eine erste Folge („Dear Dad… Again“) wurde in Deutschland im Juni 1982 unsynchronisiert auf N3 gesendet.
Im Mittelpunkt der Serie stehen zwei Chirurgen, die insbesondere durch ihre sarkastische Einstellung zum Krieg und zur Handlungsweise des Militärs sowie entsprechende Sprüche die Antikriegshaltung der Serie herausstellen.
M*A*S*H ist im eigentlichen Sinne nicht nur eine Komödie, sondern auch eine bittere Tragödie. Charaktere, die in den ersten Staffeln noch eher slapstickhaft angelegt waren, verschwinden in späteren Staffeln oder werden gegen ernsthaftere ausgetauscht (Lieutenant Colonel Blake durch Col. Potter, Major Burns durch Major Winchester) oder treten nur noch selten auf (Col. Flagg). Der vordergründige Humor täuscht aber nie über die zutiefst ernsthafte Auseinandersetzung mit den Facetten des Krieges und dessen Rechtfertigung hinweg. Der eher geringe Detailgrad, was die eigentliche ärztliche Arbeit der Protagonisten betrifft (so bezeichnen die Hauptcharaktere ihre Arbeit in der englischen Originalserie oft als „meatball surgery“), unterstützt diese Aussage.
Die Umsetzung der Fernsehserie für den deutschsprachigen Raum übernahm Rainer Brandt, der schon durch die erfolgreiche Neubearbeitung der Fernsehserie Die 2 bekannt geworden war. Auf Anachronismen wurde weitestgehend verzichtet, nur selten wurden später bekannte Personen erwähnt (Sylvester Stallone, Howard Carpendale). Neben der gelungenen Übersetzung, die im Gegensatz zur Bearbeitung von Die Zwei dem Original treu blieb und keine zusätzlichen Kalauer einbaute, konnte die deutsche Version außerdem damit punkten, dass auf „Lachkonserven“ verzichtet wurde. Auf den in Deutschland seit 2005 erschienenen DVDs befinden sich zwei zusätzliche englische Tonspuren, eine mit und eine ohne lachendes „Publikum“. In den USA ist die Ausstrahlung mit Lachkonserve üblich, echte Lacher konnten auch nicht wie bei vielen Sitcoms verwendet werden, da die Serie nicht vor Publikum gedreht werden konnte.
Aus der Serie gingen drei weitere Spin-offs hervor: After MASH, W*A*L*T*E*R und Trapper John, MD:
- After MASH handelt direkt nach dem Ende des Krieges und spielt in einem Veteranenhospital; es kommen nur noch die drei Charaktere Sherman Potter, Max Klinger und Father Mulcahy aus der Originalserie vor. Die Serie wurde bereits nach einem Jahr wieder eingestellt.
- Trapper John, M.D. spielt in den frühen 1980ern und handelt von John „Trapper“ McIntyres Karriere im San Francisco Memorial Hospital. Die Hauptrolle des Dr. „Trapper“ John McIntyre spielte Pernell Roberts; die Serie lief im amerikanischen Fernsehen von 1979 bis 1986.
- W*A*L*T*E*R wurde 1984 in den USA ausgestrahlt und bereits nach der Pilotfolge wieder eingestellt. Geplant war eine Handlung um „Radar“, der sein Geld inzwischen als Polizist verdient. Weder After MASH noch W*A*L*T*E*R wurden im deutschen Fernsehen bisher gezeigt.

2002 erschien die Dokumentation „M*A*S*H“: 30th Anniversary Reunion, die von Mike Farrell produziert wurde. In der zweistündigen Show traten alle noch lebenden Darsteller der Hauptcharaktere auf.

## Wirkung
M*A*S*H ist eine der erfolgreichsten Serien der US-amerikanischen Fernsehgeschichte. Obwohl die Serie in der ersten Staffel nur mäßigen Erfolg hatte, entwickelte sie sich in den zehn folgenden Staffeln zu einem Hit bei Kritikern und Publikum. Nach Ansicht einiger Kritiker „transformierte die Serie das Medium und machte Millionen zu Mitgliedern einer imaginären Gemeinschaft“. Die Historikerin Noralee Frankel sah darin „eine der wirkungsvollsten Anti-Kriegs-Äußerungen der amerikanischen Geschichte“. M*A*S*H erhielt 99 Emmy-Nominierungen und gewann den Preis vierzehn Mal. Die M*A*S*H-Schlussfolge vom 28. Februar 1983 hatte mit 77 % die bis heute höchste Einschaltquote einer Fernsehserie in den Vereinigten Staaten. Im Schnitt sahen diese Folge etwa 106 Millionen Zuschauer (insgesamt 121 Millionen).
Die Staffeln wurden in 15 Sprachen übersetzt und in 25 Ländern ausgestrahlt.

## Drehorte

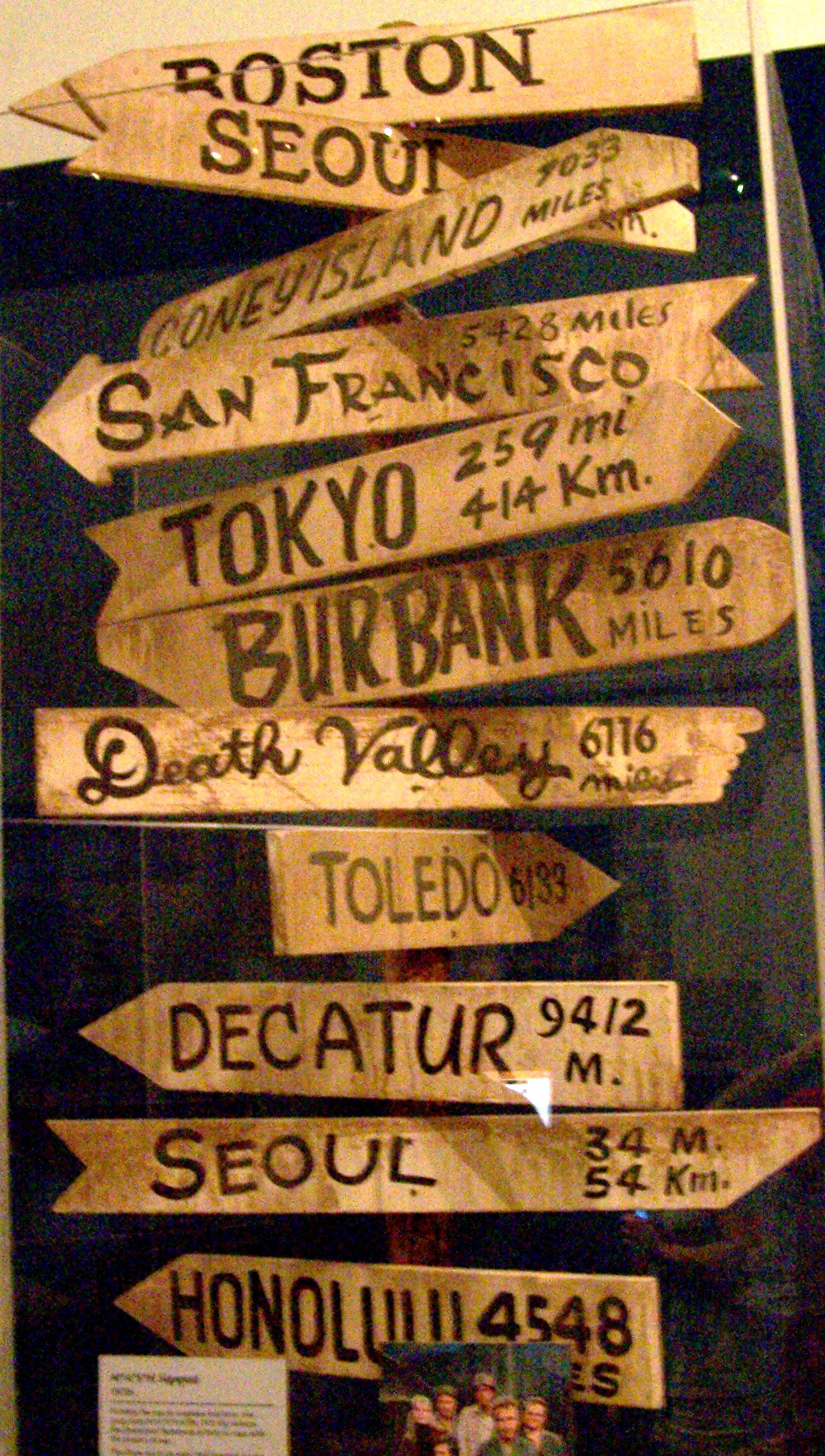
Wegweiser aus M*A*S*H

Alle Außenaufnahmen für die Serie wurden in Kalifornien gedreht, das Setting des Camps befand sich bei Calabasas im Malibu Creek State Park. Ein Teil des Original-Sets wurde in dem Park rekonstruiert, unter anderem ein Wegweiser, wie er in allen 256 Folgen der Serie im Camp zu sehen war. Die Innenaufnahmen entstanden im Studio 9 der Fox Broadcasting Company in Beverly Hills. Das Set wurde für die zweite und dritte Staffel der Vietnamkriegsserie NAM – Dienst in Vietnam verwendet.

## Figuren

### Hauptfiguren

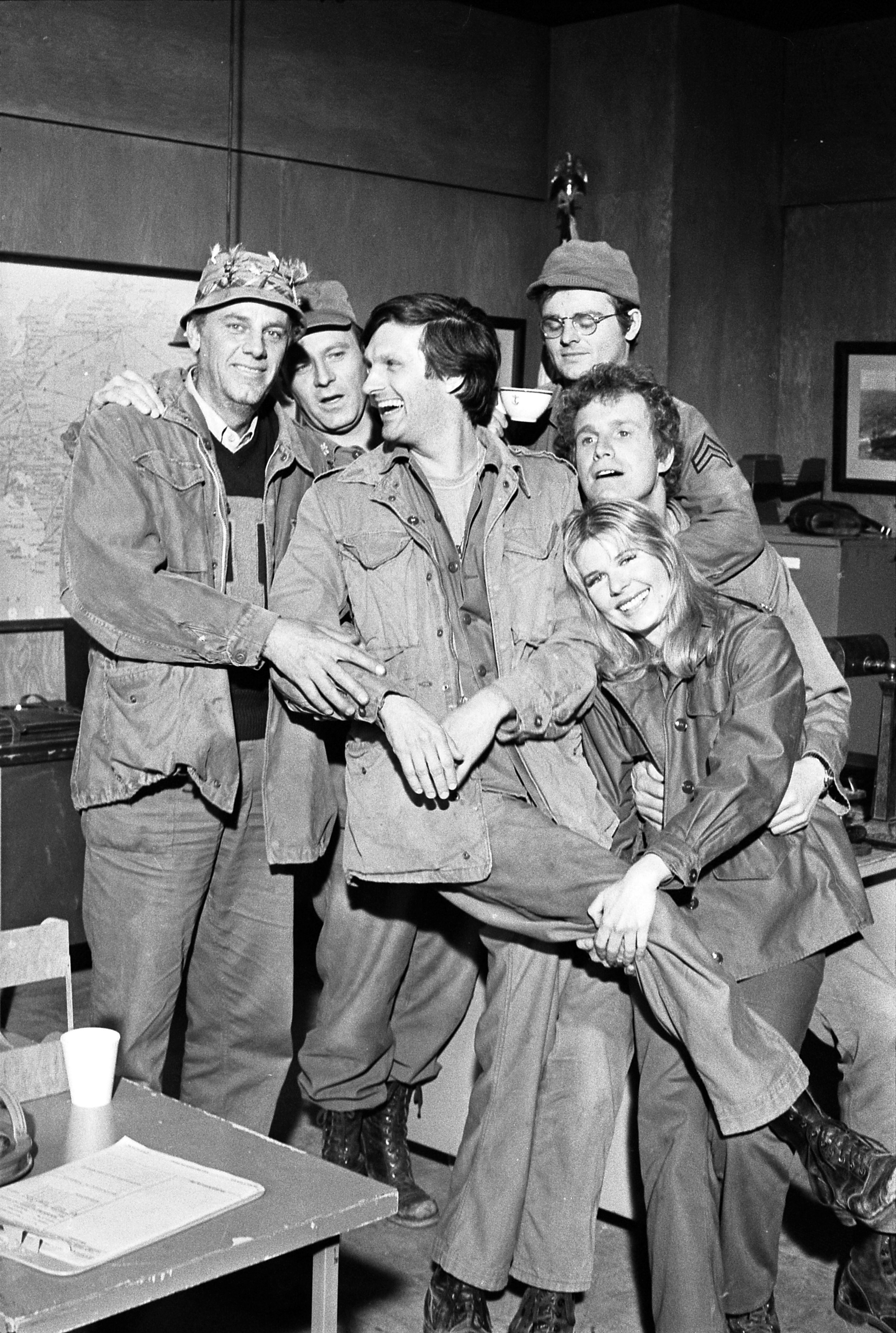
Die Besetzung von links im Uhrzeigersinn: McLean Stevenson, Larry Linville, Alan Alda, Gary Burghoff, Wayne Rogers und Loretta Swit

#### CaptainBenjamin Franklin „Hawkeye“ Pierce
Alan Alda; Chefchirurg und Hauptfigur der Serie. Als einziger der Darsteller tritt er in allen 256 Episoden auf. Er ist Pazifist, ein genialer Chirurg, Pokerspieler und Frauenheld. „Hawkeye“ ist eine Figur aus dem Roman Der letzte Mohikaner, angeblich das einzige Buch, das Pierce’ Vater jemals gelesen hat. Zudem trägt er denselben Namen wie der 14. US-Präsident Franklin Pierce; die beiden Vornamen verweisen auf US-Gründervater Benjamin Franklin. Er betreibt zum Leidwesen von Frank Burns zusammen mit „Trapper“ in ihrem Zelt (dem Sumpf) eine Schnapsdestille, die sie auch reichlich nutzen. Pierce stammt aus dem fiktiven Crabapple Cove in Maine; in den ersten Folgen hieß es, er stamme aus Vermont.
Er ist keineswegs frei von charakterlichen Fehlern und er hasst es, wenn andere ihn überhöhen, nur weil er als Chirurg Großartiges leistet. Immer wieder zeigt er tiefstes Mitgefühl mit Patienten, er reift im Laufe der Serie aber auch charakterlich. Zu Beginn der Serie versucht er jedem Rock hinterher zu steigen, vermeidet aber jede engere Beziehung äußerst konsequent. Im Verlauf der Serie kommt es aber immer mehr zu zutiefst emotionalen Momenten auch zu seinen direkten Kollegen, die er nicht mehr nur dazu ausnutzt, um bei einer Frau zu landen. Er wird sichtbar verantwortungsvoller und nachdenklicher.
Hawkeye hasst den Krieg und ist zutiefst Pazifist. Er weigert sich Waffen auch nur anzufassen und verfüllt eine Kanone auch schon mal mit Beton, wenn sie in seiner Nähe steht. Immer wieder wird er wütend über den Fakt, dass er Teenager wieder zusammenflicken muss, die seiner Meinung nach nicht in einen Krieg, sondern in ein Tanzlokal gehören. Er verabscheut Vorurteile und Rassismus und geht aktiv gegen sie vor. Er sieht in allen Patienten nur Opfer, egal auf welcher Seite sie kämpfen und er behandelt grundsätzlich alle gleich, auch die Gegner oder die eigenen Vorgesetzten. Hawkeye verweigert sich jeglicher militärischen Disziplin und hat keinerlei Respekt vor militärischen Rängen.
Alan Alda schrieb für die Serie auch Drehbücher und führte bei mehreren Folgen Regie. Zudem hatte er als Bedingung in seinen Vertrag aufnehmen lassen, dass pro Folge eine OP-Szene zu sehen ist, um den Schrecken des Krieges zu dokumentieren. Dies wurde jedoch nicht immer eingehalten.

#### Captain John Francis „Trapper“ McIntyre
Wayne Rogers; Kollege und bester Kumpel von „Hawkeye“, kommt aus Boston, Massachusetts. Rogers war mit der Rolle des „Trapper“ insofern nicht einverstanden, als sie gegenüber der Rolle im Buch abgewandelt wurde. In Hookers Roman ist „Trapper“ die treibende Kraft hinter den Scherzen und Späßen. In der Serie wurde dieser Part jedoch „Hawkeye“ zugestanden, da Alan Alda der bekanntere Schauspieler war. Rogers verließ die Serie am Ende der dritten Staffel mit der Bemerkung, man habe ihm „seine Identität gestohlen“.

#### Lieutenant ColonelHenry Blake
McLean Stevenson; liebenswerter, vertrottelter Vorgesetzter und Kommandeur des Lagers, ist für eine leitende Funktion nicht geschaffen. Er pflegt eine sehr lockere und vor allem unmilitärische Atmosphäre zu seinen Untergebenen, ahndet Disziplinarverstöße sehr selten und ist generell sehr chaotisch, dazu trägt er so gut wie immer einen Fischerhut. Henry fällt es oft schwer Reden zu halten und seine Untergebenen zur Ruhe zu bringen was vor allem mit seiner lockeren Art zusammenhängt. Deshalb hat er regelmäßig Probleme mit Frank Burns und Margaret Houlihan, aber auch die Eskapaden von Maxwell Klinger bereiten ihm Ärger. Sein Flugzeug, mit dem er in seine Heimat, Bloomington, Illinois, fliegen soll, wird in der letzten Folge der dritten Staffel "Die letzte Party, Henry" ("Abyssinia, Henry") über dem japanischem Meer abgeschossen und es gibt keine Überlebenden. Blake ist die erste Hauptfigur, die jemals in einer US-Fernsehserie gestorben ist. Damit war dem Darsteller Stevenson nach seinem von ihm selbst gewollten Ausstieg am Ende der dritten Staffel eine Rückkehr in die Serie nicht mehr möglich.

#### MajorFrank D. Marion „Frettchengesicht“ (OF: „Ferret Face“) Burns
Larry Linville; ist als ranghöchster Offizier nach Lieutenant Colonel Blake bzw. Colonel Potter Stellvertreter des Kommandeurs. Ein Waffennarr, schmallippig, homophob, übertrieben patriotisch, ein Feigling und bekannt dafür, jeden, vom einfachen Soldaten bis hin zu Colonel Blake, zu denunzieren, um irgendwann selbst Kommandeur zu werden. Er kommt aus Fort Wayne, Indiana. Als Chirurg und Arzt ist er eher mittelmäßig und allgemein unbeliebt. Burns hat ein Verhältnis mit Major Houlihan; sie glauben beide lange Zeit, dass niemand im Lager davon weiß. Er würde seine Ehefrau, die auf ihn wartet, allerdings nie für „Hot Lips“ verlassen. Nachdem sich Houlihan von ihm abgewendet hat, wird er zunehmend einsam und noch verschrobener. Nach Margarets Hochzeit zu Beginn der 6. Staffel dreht er durch – und zum Ärger von Pierce und Hunnicutt wird Burns in ein Militärkrankenhaus in den USA versetzt und zum Lieutenant Colonel befördert.
Linville stieg aus der Serie aus, da er Angst hatte, auf den Charakter eines boshaften Nörglers festgelegt zu bleiben. Bei seinen Kollegen war er privat geschätzt und bei den Fans sehr beliebt, da er so gar nichts mit dem Seriencharakter gemein hatte. Bis zu seinem Tod im Jahr 2000 konnte man ihn hin und wieder in Chats und Foren zu M*A*S*H antreffen.

#### Major Margaret „Hot Lips“ Houlihan
Loretta Swit; Oberschwester des Camps, ist die Tochter von Colonel „Howitzer“ Houlihan. Sie wuchs hauptsächlich in diversen Garnisonsstandorten auf und hatte dadurch (zum Teil intime) Bekanntschaften mit hochrangigen Offizieren. Sie ist ein echtes Kind der Army und versucht sich ihre Weiblichkeit auch im Feld zu bewahren. Sie hat ein Verhältnis mit Major Burns, bis sie am Ende der 5. Staffel Lieutenant Colonel Donald Penobscott heiratet. Die Ehe zerbricht allerdings nach kurzer Zeit und sie lässt sich scheiden. Houlihan stört sich am ihrer Meinung nach laxen Umgang von Henry Blake mit den Armeevorschriften und meldet Verstöße bei dessen Vorgesetzten, oft unterstützt von Major Burns. Nachdem Potter das Kommando im Camp übernommen und sie ihre Beziehung zu Burns aufgegeben hat, arrangiert sie sich zunehmend mit den Ärzten.
Die Serienfigur wird, genau wie die Serie, ernster. Sie arrangiert sich sogar mit „Hawkeye“ Pierce, liegt ihm in ausweglos erscheinenden Situationen auch schon mal im Arm, was „Hawkeye“ Pierce aber nie ausnutzt. Zu Beginn der Serie ist sie eine kriegsbegeisterte und fanatisch treue US-Militärangehörige, die Befehle nie hinterfragt. Zum Ende der Serie ist sie eine Person, die kritisch Entscheidungen der Vorgesetzten und der Regierung nicht mehr ohne eigene Beurteilungen hinnimmt und ihnen auch nicht mehr blind folgt. Sie reift sichtbar als Mensch und als Frau.
Im Film lautete der Nachname der Figur noch O’Houlihan.

#### CorporalWalter Eugene „Radar“ O’Reilly
Gary Burghoff; geboren in Ottumwa, Iowa, ist Halbwaise und im ganzen Lager beliebt. Er ist als Kompanieschreiber die rechte Hand des Kommandeurs und insgesamt das Herz des Lagers. Ohne ihn liefe gar nichts; oft scheint es, als habe nur er den Durchblick. Sein Spitzname „Radar“ kommt von seiner fast schon prophetischen Gabe. Er kann zum Beispiel anfliegende Hubschrauber mit Verletzten schon melden, lange bevor sie von Umstehenden wahrgenommen oder durch Funksprüche angekündigt werden. Zudem weiß er nicht nur meist im Voraus, was die Leute sagen, und tut dann das Richtige; er „wiederholt“ auch Befehle, Sekundenbruchteile bevor er sie bekommt. Seine Mutter bewirtschaftet zusammen mit seinem Onkel Ed die Farm der Familie. Als der Onkel stirbt, wird Radar in der 4. Folge der 8. Staffel nach Hause geschickt.
Gary Burghoff ist der einzige Hauptdarsteller, der aus der Filmcrew übernommen wurde; er spielte die Rolle des „Radar“ bereits im Film.

#### Corporal, späterSergeantMaxwell Q. Klinger
Jamie Farr; läuft in Frauenkleidern herum, damit er nach § 8 („Mackenparagraph“) aus der Army entlassen werden kann. Seinen Vorgesetzten ist dies aber egal, dennoch hält Klinger lange an der „Macke“ fest, damit ihn möglicherweise durchreisende Offiziere als Verrückten ansehen und er deshalb entlassen wird.
Die Figur Klinger (Rang: Corporal) wurde ursprünglich nur als Gag für eine Folge geschaffen, erfreute sich jedoch großer Beliebtheit, sodass sie ausgebaut wurde und Klinger zur Stammbesetzung gehörte. Klinger ist bekannt dafür, dass ständig neu erfundene Verwandte von ihm in den USA erkranken oder versterben und er deshalb angeblich dringend nach Hause muss. Auch erfindet er ständig neue Ausreden wie Araber oder Roma als Vorfahren oder religiöse Gründe, weshalb er dringend nach Hause muss. Seine Versuche werden aber meist sofort durchschaut. Als sich die Serie später etwas vom Klamauk weg entwickelte, legte er seine Frauenkleider ab. Er wurde Kompanieschreiber, als Burghoff aus der Serie ausschied. Am Ende der Serie heiratet er eine Koreanerin (Rosalind Chao) und bleibt nun sogar freiwillig in Korea. In Staffel 10 wurde Klinger zum Sergeant befördert.
Klinger ist zwar ein Schlitzohr und auch auf dem Schwarzmarkt recht erfahren, aber er ist seinen Freunden absolut treu ergeben und würde für sie sein letztes Hemd opfern. Nicht selten tut er das auch, um ihnen eine Freude zu bereiten, ohne erwarten zu können, dass sie das überhaupt bemerken.
Seine Heimatstadt Toledo in Ohio ist auch die Heimatstadt des Schauspielers Jamie Farr. Er ist der einzige der Stammbesetzung, der seinen Wehrdienst tatsächlich in Korea abgeleistet hat, wenn auch erst nach Beendigung der Kampfhandlungen.

#### First Lieutenant, später Captain Father John Francis Patrick Mulcahy
William Christopher, in der ersten Folge der ersten Staffel George Morgan; ist der katholische Kaplan der Einheit und aus Philadelphia, Pennsylvania. Er betreute vor dem Krieg Jugendliche und trainierte diese im Boxen, boxt selbst und erzählt öfter von seiner Schwester, die als Nonne in einem katholischen Kloster ebenfalls Jugendliche betreut. Mulcahy macht manchmal einen etwas naiven Eindruck, er lebt aber keinesfalls hinter dem Mond und versucht meist, den Glauben an das Gute aufrecht und die Truppe zusammenzuhalten. Er bekleidet den Rang eines First Lieutenant, bis er in der 8. Staffel zum Captain befördert wird. Neben seiner Tätigkeit als Kaplan des MASH betreut er unter anderem auch ein Waisenhaus in der Nähe des Camps und organisiert dafür regelmäßig Hilfsgüter. In der letzten Folge der Serie rettet er eingesperrte Kriegsgefangene vor Artilleriebeschuss, wobei eine Granate direkt neben ihm explodiert und ihn fast vollständig sein Gehör kostet. Er beschließt daraufhin, sich der Betreuung von Schwerhörigen zu widmen. In der Folge „Meine liebste Mildred“ (4. Staffel) hat Christopher einen gemeinsamen Auftritt mit seiner Frau Barbara (als Lt. O’Connor).

#### Colonel Sherman T. Potter
Harry Morgan; ersetzte ab der vierten Staffel Henry Blake als kommandierenden Offizier.
Klein, zäh, gerecht, mit ganzem Herzen Ehemann seiner Ehefrau Mildred und Berufssoldat (Kavallerist), machte sich im Ersten Weltkrieg drei Jahre älter, um am Krieg teilnehmen zu können. Er ist so etwas wie eine Vaterfigur im Camp. Im Gegensatz zu den jüngeren Chirurgen fällt Col. Potter im OP selten durch lockere Sprüche auf; seine Rolle zeichnet sich durch einen eher trockenen Humor aus. Er ist ein handwerklich hervorragender Chirurg, dessen Methoden und vor allem Erfahrungen aus insgesamt drei Kriegen von allen anderen sehr geschätzt werden. Potter stammt aus Hannibal, Missouri.
Über seinen Vornamen Sherman Tecumseh gibt es unterschiedliche Angaben. Eine besagt, der Name sei eine Hommage an General William Tecumseh Sherman, einer der bekanntesten Generäle des Amerikanischen Bürgerkriegs. Nach anderen Quellen sei er nach Larry Gelbarts Hausarzt benannt worden und der Namenszusatz Tecumseh demnach nur ein Gerücht.
Seinen ersten Gastauftritt in der Serie hatte Harry Morgan bereits in der Folge „Bauch rein, Brust raus“/„The General Flipped at Dawn“ (3. Staffel, Folge 1). Darin spielte er den durchgeknallten General Bradford Hamilton Steele.

#### Captain BJ Hunnicutt
Mike Farrell; kommt als Ersatz für „Trapper“ in der vierten Staffel ins Camp. Der aus Mill Valley, Kalifornien, stammende Captain ist ein loyaler Ehemann seiner Frau Peg und ein liebevoller, aber verzweifelter (weil abwesender) Vater seiner kleinen Tochter Erin. Nicht einmal er weiß, was BJ in seinem Namen bedeutet; in einer Folge behauptet er im Scherz, es liege daran, dass seine Mutter Bea und sein Vater Jay hießen.
Obwohl der Charakter so lange in einer Hauptrolle bei der Serie war, ist er von allen bedeutenden Figuren am wenigsten ausgearbeitet und bleibt über weite Strecken eher farblos und ein Stichwortgeber.

#### Major Charles Emerson Winchester III
David Ogden Stiers; genialer Snob, Feinschmecker, Harvard-Absolvent, Blaublüter im Geiste, Koryphäe im Lager und Unruhestifter mit Stil, Liebhaber und Experte für klassische Musik (besonders Mozart, Wagner und Ravel), was Colonel Potter und vor allem „Hawkeye“ und BJ immer zur Weißglut treibt. Winchester ist ab der 6. Staffel Nachfolger von Frank Burns. Er wurde zunächst als 48-stündige Vertretung für Major Burns in das 4077-ste geschickt, dann aber auf Dauer ins Lager versetzt, weil er gegen seinen Vorgesetzten Colonel Baldwin beim Kartenspiel gewonnen und darauf bestanden hatte, seinen Gewinn zu kassieren. Er versucht vergeblich, sich ins Tokyo General Hospital versetzen zu lassen. Seine Fähigkeiten als Chirurg sind phänomenal und seiner Meinung nach eine Verschwendung an das Camp (was er „Hawkeye“ und BJ auch spüren lässt). Er ist überhaupt nicht begeistert, dass er mit diesen „vulgären Kretins“ zusammenarbeiten muss. Verzweifelt versucht er, jede Möglichkeit zu nutzen, das Camp so schnell wie möglich wieder zu verlassen; etwa indem er sich bei durchreisenden Generälen anbiedert und Briefe an Kongressabgeordnete schreibt. Als er Margaret Houlihan verleumden soll, um seinen ehemaligen Vorgesetzten Colonel Baldwin zu decken, der ihn dafür wieder nach Tokio versetzen würde, entscheidet er sich jedoch dagegen und bleibt im Camp.
Winchester verwandelte sich rasch vom Burns-Nachfolger (der als Seriencharakter von allen nicht gemocht wurde) in einen absoluten Zuschauerliebling. Er stammt aus Boston, Massachusetts.

### Nebenfiguren
Major Sidney Theodore Freedman (Allan Arbus)Psychiater und gern gesehener Gast im Camp, spielt dort mit den Bewohnern regelmäßig Poker. Er analysiert immer wieder schwer vom Krieg gezeichnete Soldaten und erstellt beeindruckende Diagnosen. Immer stellt er die richtigen Fragen, auch gegenüber den Protagonisten.
Colonel Flagg (Edward Winter)Geheimdienstler und Zwangsneurotiker. Seine Narrenfreiheit verdankt er seinem CIA/CIC/CID-Ausweis. Allerdings weiß er selbst nie, welchem Geheimdienst er im Moment eigentlich angehört. Nach eigenen Angaben befindet er sich ständig in einem (von ihm selbst aufrechterhaltenen) Zustand totaler Verwirrung. Er lacht niemals. Flagg erscheint in den ersten Staffeln regelmäßig im Camp, jedoch mit ständig wechselnden Namen und in leicht zu durchschauender Verkleidung. Er sagt von sich, dass er keinen Schmerz fühle. Er verdächtigt jeden, subversiv zu sein, überall sieht er Feinde und/oder Spione. Seine größten Fans im Camp sind Frank Burns und Margaret Houlihan. Des Weiteren fügt er sich häufig Verletzungen zu, wenn es dem Erreichen seiner Ziele dient. Zu seinem letzten Auftritt wird ihm von Charles E. Winchester, den er zuvor zu erpressen versuchte, um an belastendes Material über Hawkeye zu kommen, eine Verschwörung inszeniert, bei der er sich bis auf die Knochen blamiert. Winchester zeigt ihm dabei deutlich seine intellektuelle Überlegenheit auf, Flagg ist aber zu dumm, um das zu erkennen.
Igor Straminsky (Joseph Perry, später Jeff Maxwell)Nicht allzu heller Küchenbulle. Wenn er mal nicht in der Küche arbeitet, gräbt er Latrinen aus und muss sich Befehle von Frank Burns anhören. Mit Auftritten in 66 Folgen gehört Igor zu den präsentesten Nebenfiguren.
Sergeant Zelmo Zale (Johnny Haymer)Versorgungsunteroffizier des MASH 4077.
Schwester Lt. Ginger Bayliss (Odessa Cleveland)
Schwester Lt. Kealani Kellye (Kellye Nakahara)spielte als Krankenschwester in 86 Folgen der Serie mit und ist damit neben Margaret Houlihan die profilierteste Schwesternfigur der Serie; ihre Herkunft von Hawaii und ihr Aussehen sind oft Anlass für rassistische Beleidigungen durch Frank Burns.
Sergeant Luther Rizzo (G. W. Bailey)Ein ungebildeter, arbeitsscheuer, geldgieriger Südstaatler und Leiter des Fuhrparks, der in einer Folge jedem einen „günstigen Kredit“ zu 100 % Zinsen pro Tag zu vermitteln versucht (bis auf Father Mulcahy, dem er einen Nachlass von 25 % zusicherte, um den Waisenkindern von Korea eine Spende zukommen zu lassen).
Captain Spearchucker Jones (Timothy Brown)spielte in sechs Folgen der ersten Staffel mit und wurde dann aus der Besetzung gestrichen, als bekannt wurde, dass es in Korea keine schwarzen Chirurgen gegeben hat.
Timothy Brown war auch im Film MASH zu sehen, allerdings in der Rolle des Corpsman Corporal Judson.
Captain „Ugly John“ Black (John Orchard)Anästhesist, der nur in der ersten Staffel zu sehen ist. Der Schauspieler hat in Folge 182 einen weiteren Auftritt als australischer Militärpolizist Muldoon.
Soon-Lee Hahn (Rosalind Chao)Koreanerin, die auf der Flucht ihre Familie verliert. Sie heiratet später Corporal Maxwell Klinger.
Rosie (Eileen Saki, Shizuko Hoshi (3. Staffel), Frances Fong (4. Staffel))Ihr gehört das „Rosie’s“, eine Kneipe in einer Hütte auf der anderen Straßenseite des Camps. Sie ist resolut und besticht den fremden Kontrolloffizier mit Schnaps, damit er ihr nicht den Laden schließt.
Brigadegeneral Crandall Clayton (Herb Voland)In der ersten Staffel ist er der vorgesetzte Offizier von Colonel Blake und der heimliche Geliebte von „Hot Lips“.
Brigadegeneral Hamilton Hammond (George Wood)Wood spielte bereits im MASH-Film die Rolle des Brigadegenerals Hammond.
Lieutenant Colonel Donald Penobscott (Beeson Carroll und Mike Henry)ab der 6. Staffel Ehemann von Major Margaret Houlihan; sie trennen sich jedoch bald wieder, da er ihr untreu ist.
Roy Goldman (Roy Goldman)Goldman trat in der Serie unter seinem eigenen Namen auf, was auch schon in der Serie Ein Käfig voller Helden der Fall war und in der TV-Serienwelt einzigartig ist. Als Charakter fällt er weniger durch bemerkenswerte Auftritte als vielmehr durch deren Anzahl auf.
Dr. Borellibesucht in zwei Folgen als Chirurg das 4077-ste, er wurde von Alan Aldas Vater Robert Alda gespielt.

## Synchronisation
Die deutsche Fassung entstand bei Rainer Brandt Filmproductions GmbH Anfang der 1990er Jahre und wurde ab 1990 auf ProSieben und dem Kabelkanal (heute Kabel eins) gezeigt. Das Dialogbuch schrieb Rainer Brandt, der mit Thomas Wolff auch Dialogregie führte. Einige ursprünglich gekürzte Szenen wurden für die DVD-Veröffentlichung teilweise mit anderen Sprechern nachsynchronisiert.
1982 war eine Folge der Serie von einigen Dritten Programmen bereits in englischer Originalfassung gezeigt worden. Ende der 1980er Jahre erschien der Abschlussfilm „Mach’s gut, leb’ wohl und Amen“ unter dem Titel M*A*S*H – Teil 2 erstmals synchronisiert auf VHS-Kassette. Diese erste Synchronfassung wurde durch die Brandt-Bearbeitung im Zuge der Seriensynchronisation ersetzt und seitdem nicht mehr verwendet.
| Rolle                                      | Schauspieler        | Synchronsprecher                                                                                             | DVD-Nachsynchro      | VHS M*A*S*H – Teil 2         |
| ------------------------------------------ | ------------------- | --- | -------------------- | ---------------------------- |
| Captain Benjamin Franklin „Hawkeye“ Pierce | Alan Alda           | Thomas Wolff                                                                                                 | Reinhard Scheunemann | Hans-Werner Bussinger        |
| Captain „Trapper“ John McIntyre            | Wayne Rogers        | Gerald Paradies                                                                                              |                      | –                            |
| Lieutenant Colonel Henry Blake             | McLean Stevenson    | Lothar Mann                                                                                                  |                      | –                            |
| Captain B.J. Hunnicutt                     | Mike Farrell        | Jörg Hengstler                                                                                               |                      | Norbert Langer               |
| Colonel Sherman Potter                     | Harry Morgan        | Hans Nitschke                                                                                                | Erich Räuker         | Heinz Giese                  |
| Major Frank „Frettchengesicht“ Burns       | Larry Linville      | Uwe Paulsen (1. Stimme, Ep. 1–11) Axel Lutter (2. Stimme, ab Ep. 13)                                         |                      | –                            |
| Major Margaret „Hot Lips“ Houlihan         | Loretta Swit        | Vera Müller-Weidner                                                                                          |                      | Karin Buchholz               |
| Corporal Walter „Radar“ O’Reilly           | Gary Burghoff       | Andrej Brandt Dieter Landuris (Ep. 12–17)                                                                    | Robin Kahnmeyer      | –                            |
| Major Charles Emerson Winchester III.      | David Ogden Stiers  | Klaus Jepsen                                                                                                 | Norbert Gescher      | Claus Jurichs                |
| Maxwell Klinger                            | Jamie Farr          | Georg Tryphon                                                                                                |                      | Ilja Richter                 |
| Father Francis Patrick Mulcahy             | William Christopher | Martin Keßler                                                                                                |                      | Lothar Blumhagen             |
| Colonel Flagg                              | Edward Winter       | Eberhard Prüter (Ep. 48, 51) Thomas Kästner (ab Ep. 71)                                                      |                      | –                            |
| Major Sidney Freedmann                     | Allan Arbus         | Gerd Holtenau (Ep. 27, 37) Wilfried Herbst (Ep. 53) Joachim von Ulmann (Ep. 82) Eberhard Prüter (ab Ep. 105) |                      | Helmut Gauß                  |
| Sergeant Zelmo Zale                        | Johnny Haymer       | Reinhard Scheunemann                                                                                         |                      | –                            |
| Sergeant Luther Rizzo                      | G. W. Bailey        | Tilo Schmitz                                                                                                 |                      | Karl Schulz                  |
| Lautsprecherstimme                         | Todd Susman         | Rainer Brandt Heinz Theo Branding Torsten Sense Michael Schernthaner                                         |                      | Manfred Lehmann Lothar Hinze |

## Auszeichnungen
1973
- Directors Guild Award, Gene Reynolds für M*A*S*H
- Writers Guild Award, Teleplay von Larry Gelbart für „Das total verrückte Feldlazarett“
- Eddie Award, Fred W. Berger für „Hilfe, einen Psychiater bitte“

1974
- Emmy, Beste Comedy-Serie: Gene Reynolds & Larry Gelbart (Produzenten der Serie)
- Emmy, Schauspieler des Jahres in einer Serie: Alan Alda
- Emmy, Bester Hauptdarsteller in einer Comedyserie: Alan Alda
- Emmy, Bester Regisseur in einer Comedyserie: Jack Cooper für „Schwester, Freund und prima Kerl“
- Eddie, Fred W. Berger & Stanford Tischler für „Wirklich katastrophale Zustände“

1975
- Emmy, Bester Regisseur in einer Comedyserie: Gene Reynolds für „Ernst, aber nicht hoffnungslos“
- People Choice Award, Bester männlicher TV-Schauspieler: Alan Alda
- Golden Globe Award, Bester Schauspieler in einer Comedyserie oder Musical: Alan Alda
- Writers Guild Award, Teleplay von Larry Gelbart & Laurence Mark für „Ernst, aber nicht hoffnungslos“
- Eddie Award, Fred W. Berger & Stanford Tischler für „Der Soldat und seine Hymne“

1976
- Emmy, Beste Regisseur in einer Comedyserie: Gene Reynolds für „Trapper ist weg/Hunnicut ante Portas“
- Emmy, Bester Filmeditor in einer Serie: Stanford Tischler & Fred W. Berger für „Trapper ist weg/Hunnicut ante Portas“
- Golden Globe, Bester Schauspieler in einer Comedyserie oder Musical: Alan Alda
- Writers Guild Award, Teleplay von Everett Greenbaum, Jim Fritzell & Laurence Mark für „Trapper ist weg/Hunnicut ante Portas“
- The George Foster Peabody Award For Broadcast Excellence: M*A*S*H

1977
- Emmy, Beste andauernde Leistung eines Nebendarstellers in einer Comedyserie: Gary Burghoff
- Emmy, Bester Regisseur in einer Comedyserie: Alan Alda für „Lieber Sigmund“
- Directors Guild Award, Alan Alda für „Lieber Sigmund“
- Writers Guild Award, Teleplay von Alan Alda für „Lieber Sigmund“

1978
- People’s Choice Award, Beste TV-Comedy Sendung: M*A*S*H
- Eddie Award, Stanford Tischler & Larry L. Mills für „Frank ist frei/Der neue Feind“

1979
- Emmy, Bestes Drehbuch für eine Comedy-, Comedyvariete- oder Musikserie: Alan Alda für „Inga gibt zu denken“
- People’s Choice Award, Beste TV-Comedysendung: M*A*S*H
- People’s Choice Award, Bester männlicher TV-Schauspieler: Alan Alda
- Writers Guild Award, Teleplay von Gary David Goldberg für „Klinger’s Kälteschock“

1980
- Emmy, Bester Nebendarsteller in einer Comedy-, Comedyvariete- oder Musikserie: Harry Morgan
- Emmy, Beste Nebendarstellerin in einer Comedy-, Comedyvariete- oder Musikserie: Loretta Swit
- People’s Choice Award, Beste TV-Comedysendung: M*A*S*H
- People’s Choice Award, Bester männlicher TV-Schauspieler: Alan Alda
- People’s Choice Award, Bester männlicher Entertainer: Alan Alda
- Golden Globe, Bester Schauspieler in einer Comedyserie oder Musical: Alan Alda
- Directors Guild Award, Charles S. Dubin für „Krank vor Heimweh“
- Writers Guild Award, Teleplay von Thad Mumford & Dan Wilcox für „Die rote Gefahr“
- Eddie Award, Stanford Tischler & Larry L. Mills für „War’s der Truthahn?“

1981
- Golden Globe, Beste TV-Serie, Comedy oder Musical: M*A*S*H

1982
- Emmy, Bester Hauptdarsteller in einer Comedyserie: Alan Alda
- Emmy, Beste Nebendarstellerin in einer Comedyserie: Loretta Swit
- People’s Choice Award, Bester männlicher TV-Schauspieler: Alan Alda
- People’s Choice Award, Beste TV-Comedysendung: M*A*S*H
- Directors Guild Award, Alan Alda für „Die härteste Realität“

2009
- TV Land Award, Impact Award